# Vironvay
 Vironvay  es una población y comuna francesa, en la región de Alta Normandía, departamento de Eure, en el distrito de Les Andelys y cantón de Louviers-Nord.

## Demografía
| 79 | 92 | 145 | 169 | 276 | 275 |
| Para los censos de 1962 a 1999 la población legal corresponde a la población sin duplicidades (Fuente: INSEE [Consultar]) |    |     |     |     |     |